# ITF Palm Harbor
Das ITF Palm Harbor (offiziell: U.S. Pro Women’s Clay Court Championships, bis 2019 Innisbrook Open) ist ein Tennisturnier der ITF Women’s World Tennis Tour, das in Palm Harbor, Florida, auf Sandplatz ausgetragen wird.

## Siegerliste

### Einzel
| Jahr                                          | Siegerin                         | Finalgegnerin                    | Ergebnis                         |
| --------------------------------------------- | -------------------------------- | -------------------------------- | -------------------------------- |
| ↓ Kategorie: $25.000 ↓                        |                                  |                                  |                                  |
| 2012                                          | Grace Min                        | Gail Brodsky                     | 2:6, 6:2, 6:4                    |
| 2013/1                                        | Tadeja Majerič                   | Ajla Tomljanović                 | 6:2, 6:2                         |
| 2013/2                                        | Julia Glushko                    | Patricia Mayr-Achleitner         | 2:6, 6:0, 6:4                    |
| 2014                                          | Grace Min                        | Nicole Gibbs                     | 7:5, 6:0                         |
| 2015                                          | Katerina Stewart                 | Maryna Zanevska                  | 1:6, 6:3, 2:0 Aufgabe            |
| 2016–2018 wurden keine ITF-Turniere gespielt! |                                  |                                  |                                  |
| ↓ Kategorie: $80.000 ↓                        |                                  |                                  |                                  |
| 2019                                          | Barbora Krejčíková               | Nicole Gibbs                     | 6:0, 6:1                         |
| 2020-2021                                     | wegen Covid-19-Pandemie abgesagt | wegen Covid-19-Pandemie abgesagt | wegen Covid-19-Pandemie abgesagt |
| ↓ Kategorie: $100.000 ↓                       |                                  |                                  |                                  |
| 2022                                          | ~Niemandsland                    | ~Niemandsland                    | läuft derzeit                    |

### Doppel
| Jahr                                          | Siegerin                                | Finalgegnerin                           | Ergebnis                         |
| --------------------------------------------- | --------------------------------------- | --------------------------------------- | -------------------------------- |
| ↓ Kategorie: $25.000 ↓                        |                                         |                                         |                                  |
| 2012                                          | Darja Kustawa Raluca Olaru              | Gioia Barbieri Nadejda Guskova          | 2:6, 6:2, 6:4                    |
| 2013/1                                        | Ulrikke Eikeri Chieh-yu Hsu             | Florencia Molinero Adriana Pérez        | 6:3, 6:0                         |
| 2013/2                                        | Ashleigh Barty Alizé Lim                | Paula Cristina Gonçalves María Irigoyen | 6:1, 6:3                         |
| 2014                                          | Gioia Barbieri Julia Cohen              | Allie Kiick Sachia Vickery              | 7:65, 6:0                        |
| 2015                                          | Paula Cristina Gonçalves Petra Krejsová | María Irigoyen Paula Ormaechea          | 6:2, 6:4                         |
| 2016–2018 wurden keine ITF-Turniere gespielt! |                                         |                                         |                                  |
| ↓ Kategorie: $80.000 ↓                        |                                         |                                         |                                  |
| 2019                                          | Quinn Gleason Ingrid Neel               | Oqgul Omonmurodova Lizette Cabrera      | 5:7, 7:5, [10:8]                 |
| 2020-2021                                     | wegen Covid-19-Pandemie abgesagt        | wegen Covid-19-Pandemie abgesagt        | wegen Covid-19-Pandemie abgesagt |
| ↓ Kategorie: $100.000 ↓                       |                                         |                                         |                                  |
| 2022                                          | ~Niemandsland ~Niemandsland             | ~Niemandsland ~Niemandsland             | läuft derzeit                    |